# Maïdine Douane
Maïdine Douane (* 23. August 2002 in Thionville) ist ein algerisch-französischer Fußballspieler.

## Karriere

### Verein
Maïdine Douane ist in Frankreich in der Nähe der luxemburgischen sowie der deutschen Grenze aufgewachsen und spielte bei der AS Konacker, beim FC Florange sowie bei ES Fameck und beim FC Thionville, bevor er in die Fußballschule des FC Metz wechselte. Die Lothringer verliehen ihn im Wintertransferfenster der Saison 2021/22 nach Belgien an RFC Seraing, für den er am 26. Januar 2022 im Alter von 19 Jahren beim 2:1-Sieg gegen Beerschot sein Profidebüt in der Pro League gab. Bis zum Ende der Saison kam Douane auf insgesamt sechs Einsätze. Im Anschluss spielte er für ein Jahr bei seinem französischen Verein, bevor er im Sommer 2023 für eine Saison erneut an RFC Seraing ausgeliehen wurde. Diese wurde jedoch schon am 7. Februar 2024 wieder abgebrochen und Douane kehrte nach Metz zurück.

### Nationalmannschaft
Am 25. Mai 2022 absolvierte Douane ein Partie für die algerische U-23-Nationalmannschaft gegen Palästina. Beim 2:0-Testspielsieg kam der Linksaußen über die komplette Spielzeit zum Einsatz. 